# 开放多媒体程序库
开放多媒体程序库（英語：Open Media Library，缩写为 OpenML），是由Khronos小组设计的一个跨平台的程序库，用于视频捕捉、转制、处理、显示和同步数字媒体，包括二维和三维图像、声音和视频的处理、输入输出和网络存储等。